# Inchcape
Inchcape, también conocido como Bell Rock, es un arrecife en la costa oriental de Escocia que dista 18 km de Arbroath en el consejo (en inglés: council area) de Angus, en la entrada del fiordo de Tay.
El nombre proviene del gaélico escocés Innis Sgeip, que significa isla colmena. Se la conoce también como Bell Rock debido a la leyenda de que en el siglo XIV, el abad de Arbroath colocó una campana en el arrecife, que era accionada por el propio oleaje, y que servía para avisar a los navegantes de la presencia del mismo. Dicha campana fue robada por un pirata que un año después naufragó y perdió la vida en ese mismo arrecife, lo que fue interpretado como un castigo divino. Esta historia fue posteriormente utilizada por el poeta inglés Robert Southey en su poema The Inchcape Rock en 1820.

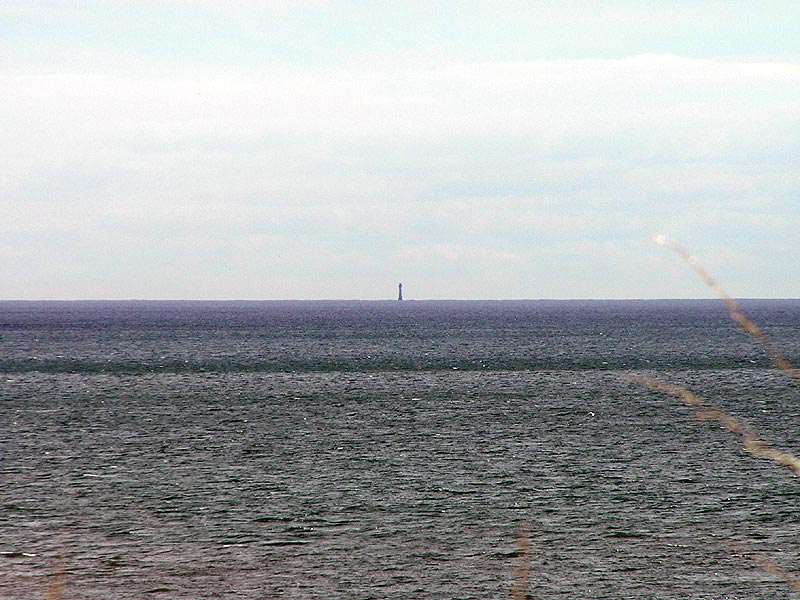
El faro de Bell Rock, situado sobre Ichcape o Bell Rock visto desde la localidad de Auchmithie.

El arrecife tiene unos 420 metros de longitud, pero la parte que emerge en marea baja es de apenas 130 metros de longitud y 1,5 metros de altura, llegando a estar sumergido en marea alta a un máximo de 5 metros de profundidad. Está situado en un lugar estratégico en las concurridas rutas de navegación hacia los fiordos de Tay y de Forth. Como apenas emerge en marea baja y tiene muy poco calado en marea alta, siempre ha constituido un serio peligro para la navegación produciéndose numerosos naufragios en él.
El último naufragio notorio fue el del navío de línea de la Armada británica HMS York de 74 cañones y 491 tripulantes a bordo, que se perdieron en su totalidad, en 1804. Este hecho fue el que motivó al ingeniero Robert Stevenson a diseñar y proponer la construcción de un faro que señalizase el arrecife. El faro, conocido como Faro de Bell Rock, se construyó entre 1807 y 1810, entrando en funcionamiento en 1811.